# Jean-François Béate
Jean-François Béate est un danseur français né à Paris le 7 janvier 1728 (paroisse Notre-Dame-des-Champs) et mort à Paris le 23 juin 1781.
Fils du maître à danser François Béate, il parcourut sans doute tôt la province en compagnie de son père et commença à danser dans les troupes itinérantes, notamment à Rouen en 1746.
Il entra à l'Académie royale de musique en 1749 et débuta le 23 septembre dans Le Carnaval du Parnasse de Mondonville et Fuzelier. Il se retira en 1767.
Il fut aussi danseur dans les ballets de la cour de Louis XV et obtint à ce titre une pension de 1 100 livres.